# Contenu (médias)
Dans l'édition, l'art et la communication, le contenu est l'information, ou la proposition d'une expérience, qui est destinée au public, ou à un utilisateur final . Le contenu « doit être exprimé par l'intermédiaire d'un médium, comme la parole, l'écriture, ou une forme artistique ». Il est délivré via de nombreux médias : l'Internet, la presse imprimée, le cinéma, la télévision, la radio, les téléphones mobiles, les CD audio, les livres, les livres numériques, les événements en direct (discours, conférences, représentations scéniques), etc.

## Valeur du contenu
« Contenu » renvoie aux informations fournies par le biais du médium et au support sur lequel il est délivré. Mais cependant le support n'apporte pas ou peu de valeur à l'utilisateur final sans les informations qui composent ce contenu.
L'auteur, le producteur ou l'éditeur d'une source originale d'informations (ou d'une expérience) est directement crédité ou non de la valeur totale qu'atteint ce contenu dans un contexte spécifique. Par exemple, une partie d'un article original (telle que son titre) peut s'afficher comme résultat dans un moteur de recherche à la suite de la requête d'un utilisateur, où elle est associée avec des titres d'autres publications, informations ou publicités. La valeur que le titre acquiert au sein de ce groupe peut être très différente de la valeur qu'il avait en tant que contenu dans son article d'origine.
Le contenu peut influencer d'autres auteurs qui créent leur propre contenu, parfois d'une manière que l'auteur premier ne pouvait imaginer. Cette opportunité conduit les utilisateurs à développer leurs propres contenus à partir de contenus déjà existant. Une grande partie des contenus des médias sociaux est dérivée de cette manière, en recyclant efficacement ces mêmes contenus sous une forme légèrement différente, complétés par les options offertes aux utilisateurs en tant que médiums (« user innovation » : contenu généré par les utilisateurs ou user-generated content, production participative ou crowdsourcing, appropriation d’outils technologiques ou domestication, etc.)
Marshall McLuhan, philosophe de la communication, annonçait dans son essai Pour comprendre les médias : les prolongements technologiques de l'homme en 1964 que le médium est une « extension de l’homme ». Par sa célèbre citation « le médium est le message », il soulignait que le canal par lequel l'information est délivrée affecte la façon dont l'utilisateur final perçoit ce contenu, et que l'important est finalement moins sa signification que son impact sur le corps social.
Le contenu est la base de stratégies marketing digitales, où l'idée de valeur apportée par le contenu est une notion fondamentale : moins le contenu a d'utilité pour les lecteurs, moins il en aura pour la marque.
De façon très schématique, un contenu de valeur bénéficie d'une bonne optimisation dans les moteurs de recherche (SEO) et un gain de notoriété pour sa source (par exemple le site qui le publie), en plus des possibilités traditionnelles de monétisation. Ce triple avantage (pour l'utilisateur, pour les moteurs de recherche, pour la marque) est à la base du marketing de contenu (Content Marketing). Cela peut affecter les choix éditoriaux des médias et favoriser certaines pratiques, comme la culture des liens-retour (linkbaiting), le marketing « entrant » (Inbound Marketing), le ciblage géographique (geotargeting), etc.

## Les effets de la technologie sur le contenu
Traditionnellement le contenu est édité et adapté à un public ciblé par des rédacteurs, des auteurs ou tous types de créateurs de contenus. Cependant tous les contenus d'information ne nécessitent pas d'élaboration ou de révision créatives. Grâce aux développements technologiques, le mouvement instantané des informations venues de chaque coin du globe contracte toujours un peu plus le village planétaire, cher à McLuhan . L'omniprésence des smartphones, l'émergence de tous types de capteurs automatisés (automated sensors) permettent aux nouvelles technologies nourries par énergie électrique d'enregistrer des événements n'importe où , de les convertir et de les publier via les pure players de l'Internet et les médias sociaux, afin d'atteindre un public potentiellement mondial. 
Ces informations enregistrées et transmises peuvent être appelées « contenus ». Le contenu n'est donc plus seulement le produit d'une source connue ; Les nouvelles technologies ont rendu les sources primaires plus facilement accessibles à tous. On comparera à titre d'exemple les différences entre un article sur un discours prononcé par un politicien écrit par un journaliste qui y a assisté, et la vidéo du même discours.
Les technologies de production et de diffusion des médias peuvent potentiellement améliorer la valeur du contenu en le formatant, en filtrant et combinant des sources originales, pour le destiner à différents publics, dans de différents contextes. La plus grande valeur s'obtient généralement à travers une telle refonte dynamique du contenu, en temps réel, pour un public spécifique, en prenant compte des tendances qui alimentent son intérêt. Moins l'accent est mis sur la valeur de la forme originale du contenu en stock, plus sera soulignée la nécessité de sa réaffectation, sa réutilisation et son redéploiement rapide. 
De nombreux éditeurs et producteurs de médias sont ainsi amener à reconsidérer leur fonction principale, moins comme concepteurs que comme des transformateurs de contenus. Il apparait que des médias qui travaillaient historiquement dans publication d'imprimés s'attachent maintenant à utiliser des bases de données et des solutions logicielles pour combiner des contenus issues de sources diverses en vue de toucher une plus grande variété d'audiences.

## Critiques
Si le mot « contenu » est largement entré dans le vocabulaire professionnel du monde du marketing et des médias, il peut être vu comme réducteur voire péjoratif, surtout dans les univers de la presse et des arts (on se souviendra du grand intérêt de McLuhan pour les arts comme médiums de la communication). Des auteurs soulignent l'ambiguïté entre information de presse et contenu, se méfient de son implication marketing, dénoncent une mauvaise concurrence et un nivellement par le bas,.